# 糸井川栄一
糸井川 栄一（いといがわ えいいち）は、日本の工学者、国土交通技官。専門は都市計画、建築計画論。建設省建築研究所主任研究員、筑波大学システム情報系教授等を経て、筑波大学名誉教授。日本都市計画学会論文奨励賞受賞。

## 人物・経歴
1978年東京工業大学（のちの東京科学大学）工学部建築学科卒業。1980年同大学大学院総合理工学研究科社会開発工学専攻修士課程修了。1990年論文「市街地における出火・延焼危険評価手法に関する基礎的研究」で工学博士の学位を取得。1991年日本都市計画学会論文奨励賞受賞。
建設省建築研究所第六研究部都市防災研究室研究員、建設省住宅局住宅建設課技術担当係長、建設省建築研究所第一研究部住宅計画研究室研究員、建設省建築研究所第一研究部住環境計画研究室研究員、建設省建築研究所第六研究部都市防災研究室研究員、建設省建築研究所第六研究部都市防災研究室主任研究員、建設省建築研究所第六研究部都市防災情報研究室長を歴任。
2001年筑波大学社会工学系教授。2011年筑波大学システム情報系教授。2016年地域安全学会会長。2018年度消防防災科学技術賞受賞。梶秀樹が発足させた筑波大学都市防災研究室に所属し、2021年筑波大学名誉教授。

## 編著
- 『都市のリスクとマネジメント』コロナ社 2013年